# خليج غالواي
خليج غالواي (بالأيرلندية: Loch Lurgain أو Cuan na Gaillimhe) هو خليج ضيق يقع على الساحل الغربي لجمهورية إيرلندا، بين مدينتي غالواي ومدينة بورين الإيرلندية. يبلغ طول الخليج 50 كيلومتراً وعرضه بين 10 كيلومترات و30 كيلومتراً. هناك العديد من الجزر الصغيرة داخل الخليج. ويرتبط اسم الخليج بمجموعة من الأغاني الإيرلندية الشهيرة.